# Punk Pop!
A Punk Pop! című középlemez a német Sin With Sebastian 2008-ban megjelent 7 számos kiadványa, mely fizikai hanghordozón nem jelent meg, csupán digitális kiadásban látott napvilágot.
Az albumon a Fuck You! (I'm In Love) című dalból készült kislemez, mely több változatban is hallható a lemezen, valamint promóciós maxi cd-n, jelent meg, melyen a Shut Up (And Sleep With Me) című dal új változata is hallható.

## Az album dalai
EP  Németország LIPstick CONfusion Records – Lip074
1. Fuck You (I'm In Love) (Long Jeo Mix) 3:49 Remix – Jeo, Voice – Steve
2. Zipper	3:58
3. What It Takes	4:25
4. Staring@theSun 4:08 Vocals [Female] – Steve
5. Punk Pop	7:14
6. Fuck You (I'm In Love) (SAW Remix) 5:01 Remix – SAW
7. Fuck You (I'm In Love) (Full Club Mix) 6:07 Programmed By – Sebastian Roth